# Phil Baker (remero)
Phil Baker (8 de septiembre de 1975) es un deportista británico que compitió en remo. Ganó tres medallas de plata en el Campeonato Mundial de Remo entre los años 1997 y 2000, en la prueba de ocho con timonel ligero.

## Palmarés internacional
| Campeonato Mundial | Campeonato Mundial      | Campeonato Mundial | Campeonato Mundial      |
| Año                | Lugar                   | Medalla            | Prueba                  |
| ------------------ | ----------------------- | ------------------ | ----------------------- |
| 1997               | Aiguebelette (Francia)  | Medalla de plata   | Ocho con timonel ligero |
| 1999               | St. Catharines (Canadá) | Medalla de plata   | Ocho con timonel ligero |
| 2000               | Zagreb (Croacia)        | Medalla de plata   | Ocho con timonel ligero |